# Huta-Selîțka, Korsun-Șevcenkivskîi
Huta-Selîțka (în ucraineană Гута-Селицька) este un sat în comuna Selîșce din raionul Korsun-Șevcenkivskîi, regiunea Cerkasî, Ucraina.

## Demografie
Componența lingvistică a localității Huta-Selîțka
     Ucraineană (95,26%)
     Rusă (4,27%)
     Alte limbi (0,47%)
Conform recensământului din 2001, majoritatea populației localității Huta-Selîțka era vorbitoare de ucraineană (95,26%), existând în minoritate și vorbitori de rusă (4,27%).